# Ваду Сапат (Прахова)
Ваду Сапат (рум. Vadu Săpat) насеље је у Румунији у округу Прахова у општини Ваду Сапат. Oпштина се налази на надморској висини од 169 m.

## Становништво
Према подацима из 2002. године у насељу је живело 852 становника, од којих су сви румунске националности.